# Batterie jazz

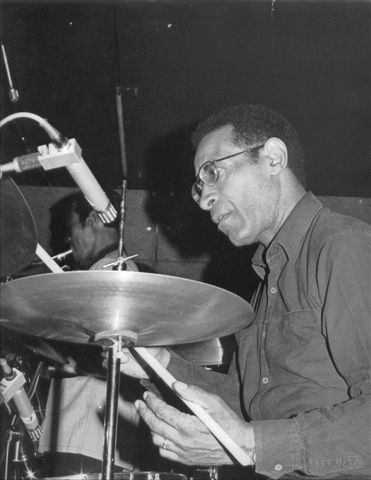
Max Roach (1924–2007), un des pionniers de batterie jazz contemporain pendant l'ère bebop dans les années 1940.

La batterie jazz est un terme désignant l'art de jouer des percussions (principalement la batterie, qui comprend une variété de tambours et de cymbales) dans des styles de jazz allant du dixieland des années 1910 au jazz fusion des années 1970, en passant par le latin jazz des années 1980. Les techniques et l'instrumentation de ce type de performance ont évolué au cours de plusieurs périodes, sous l'influence du jazz dans son ensemble et des batteurs qui le composent. D'un point de vue stylistique, cet aspect de la performance est façonné par son point de départ, La Nouvelle-Orléans, ainsi que par de nombreuses autres régions du monde, y compris d'autres parties des États-Unis, les Caraïbes et l'Afrique.
Le jazz exigeait une méthode de jeu des percussions différente des styles européens traditionnels, une méthode facilement adaptable aux différents rythmes du nouveau genre, ce qui a favorisé la création de la technique hybride de la batterie jazz.